# Convent de Monti-sion (Palma)
El convent de Monti-sion és un convent jesuïta situat al carrer de Monti-sion, núm. 22, de la ciutat de Mallorca.
El 1561 arriba la Companyia de Jesús a Mallorca comanada per Jeroni Nadal. Els jesuïtes ocuparen el que havia estat la seu anterior del primer Estudi General Lul·lià, abans era el solar de la Sinagoga Major. El 1571 Bartomeu Coch va començar les obres de la nova església, finançades per Ramon de Verí. La gran influència dels Jesuïtes, en el món socicocultural, els va enemistar amb el poder reial.
L'edifici de l'església té una sola nau, amb capçalera quadrangular i 6 capelletes a tots dos costats. La primera, a l'esquerra, conté el sepulcre de sant Alonso Rodríguez, que va ser durant molts anys porter de la dita església fins que va morir l'any 1617. La nau està coberta de voltes de canó amb llumetes sostingudes per pilastres de fusta estriats. Totes les capelles i l'absis tenen volta de creueria. Sota l'ingrés hi ha la tribuna del cor sostinguda per una volta de creueria i un arc rebaixat. El retaule major es va començar l'any 1607. A la dreta del presbiteri hi ha el sepulcre de Ramon de Verí. Hi ha, també, una taula gòtica del segle xiv dedicada a la Mare de Déu; un llenç de la primera meitat del segle xvii que representa la Immaculada, obra de Joan Bestard; i una pintura barroca de Joan Torres (1687), que escenifica l'aparició de Crist a Ignasi de Loiola.
Pel que fa a les dependències conventuals, actualment i d'ençà de les desamortitzacions acull l'escola de Nostra Senyora de Monti-sion, encara que, avui en dia, la major part dels cursos van a un nou complex situat a Son Rapinya, vora la via de Cintura i els altres complexos de la Salle i la Puresa.